# ミュージアムパーク (ロッテルダム)
ミュージアムパーク（ムゼウムパルク、Museumpark）は、オランダのロッテルダムにある都市公園で、ボイマンス・ヴァン・ベーニンゲン美術館、ウェスターシンゲル、ウェストゼーダイクと、エラスムス・ロッテルダム大学付属の医療センターであるエラスムスMC (Erasmus MC) といった複合施設の間にある。
公園は、1987年からロッテルダム自然史博物館となっている建物に住んでいたホーボーケン家の旧地につくられた。
もとの公園は1927年、都市計画家ウィレム・ゲリット・ウィッテヴィーン（nl:Willem Gerrit Witteveen）の設計により整備された。公園の池の南側には、ロッテルダムの自治体事業部長であったゲリット・デ・ヨング（Gerrit J. De Jongh）の記念碑が建つ。そして公園内にはいくつかの芸術作品があり、彫刻庭園としての役割も担っている。
公園の周辺には下記の美術館などが多数あり、Museumparkという名前の由来にもなっている。
- オランダ建築協会会館 (Netherlands Architecture Institute) :NAi, 2013年よりHet Nieuwe Instituut文化センター
- ボイマンス・ヴァン・ベーニンゲン美術館と、2021年11月5日にオープンしたデポ[2]
- シャボー博物館 (Chabot Museum)
- クンストハル美術館
- ハウ・ソンネフェルト（Sonneveld_House_Museum）
- ロッテルダム自然史博物館 (Natural_History_Museum_Rotterdam)